# Saskia Appel
Saskia Appel (Dokkum, 14 november 1977) is een Nederlandse schrijfster. In 2006 verscheen haar verhaal Een politieagent vormt geen gevaar in de bundel Duistere Parels, uitgegeven door Suspense Publishing van collega schrijver en uitgever Jack Lance. Haar verhalenbundel Verloren Onschuld kwam uit op 1 augustus 2008 en werd gepresenteerd op Castlefest. Deze verhalenbundel werd uitgegeven bij Books of Fantasy van collega-schrijver en uitgever Alex de Jong.

## Biografie
Saskia Appel werd op 14 november 1977 geboren in Dokkum (Friesland) en groeide op in het naburige Damwoude. Zij ging naar de Dr. Jacob Botkeschool in Damwoude en daarna naar het Stedelijk Gymnasium in Leeuwarden, zij voltooide haar middelbareschoolopleiding vwo aan de Openbare Scholengemeenschap De Delta (tegenwoordig Piter Jelles) in Leeuwarden. In Amsterdam studeerde zij geschiedenis aan de Vrije Universiteit. Tegenwoordig is zij werkzaam als projectcoördinator bij een uitgeverij.

## Invloeden
Saskia Appel werd sterk beïnvloed door Stephen King, Anne Rice, Isaac Asimov en H.P. Lovecraft.

## Prijzen
- 1e plaats voorjaarseditie Unleash Award 2006/2007
- Overall winnaar in de categorie horror/suspense Unleash Award 2006/2007
- 1e plaats Suspensestory schrijfwedstrijd 2006
- 1e plaats Anansi schrijfwedstrijd 2001